# 1940 في النرويج
فيما يلي قوائم الأحداث التي وقعت خلال عام 1940 في النرويج.

## أحداث
- 9 أبريل – عملية فيزروبونغ

## سياسة

### تعيين في المنصب
- 18 مايو – أوتو روغ Chief of Defence (Norway) [الإنجليزية]‏.
- 19 نوفمبر – تريغفه لي وزير الخارجية في النرويج.

### انتهاء فترة المنصب
- 9 يونيو – أوتو روغ Chief of Defence (Norway) [الإنجليزية]‏.

## مواليد

### يناير
- 1 يناير – هاري بومبو فيليجاس

### أبريل
- 29 أبريل – أولي ليلوي أولسن (مواليد 1883) لاعب رماية نرويجي.